# Sedgemoor
Sedgemoor war ein District in der Grafschaft Somerset in England. Verwaltungssitz war die Stadt Bridgwater; weitere bedeutende Orte waren Burnham-on-Sea, Cheddar und North Petherton.
Der Bezirk wurde am 1. April 1974 gebildet und entstand aus der Fusion des Municipal Borough Bridgwater, des Urban District Burnham-on-Sea sowie der Rural Districts Bridgwater und Ashbrigde. Zum 1. April 2023 fusionierte Sedgemoor mit Mendip, Somerset West and Taunton und South Somerset zur Unitary Authority Somerset.
Koordinaten: 51° 8′ N, 2° 48′ W